# Niklas Hartweg
Niklas Tim Hartweg (* 1. März 2000 in Karlsruhe, Baden-Württemberg, Deutschland) ist ein Schweizer Biathlet, der auch die deutsche Staatsbürgerschaft besitzt. Er wurde 2019 Jugendweltmeister im Einzel und nahm an den Olympischen Spielen 2022 teil. Im Winter 2022/23 gewann er die Auszeichnung für den besten Biathleten unter 25 Jahren.

## Sportliche Laufbahn

### Erfolge im Juniorenbereich
Hartweg besuchte die Sportmittelschule in Engelberg und schloss diese 2018 mit der Matura ab. Sein Debüt auf internationaler Ebene gab er im Februar 2017 mit 16 Jahren bei den Jugendweltmeisterschaften 2017 im slowakischen Osrblie, wo er die Ränge 23, 12 und 16 in den Individualwettbewerben sowie Rang fünf mit Robin Favre und Sebastian Stalder in der Staffel erreichte. Nach einem Jahr Pause nahm Hartweg Anfang 2018 an den Junioreneuropameisterschaften und an den Jugendweltmeisterschaften teil, im Sprint der WM gelang ihm Platz 6. Im Dezember des Jahres debütierte Hartweg in der Lenzerheide im Junior-Cup. Sein zunächst grösster Erfolg folgte im kommenden Januar bei den Jugendweltmeisterschaften 2019, als er vor Trym Gerhardsen und Jakub Kocián die Goldmedaille im Einzel gewann.
Die Saison 2019/20 dominierte Hartweg vom ersten Wettkampf an. Auf der Pokljuka-Hochebene gab es zu Beginn der Saison Siege im Einzel und mit der Mixedstaffel sowie Rang drei im Sprint. Noch besser lief es eine Woche darauf in Martell, als zum Sieg in der Single-Mixed-Staffel mit Lea Meier noch der Sprintsieg und Rang zwei im Verfolger kamen. Nach den Juniorenweltmeisterschaften, die ihm keine Medaille brachten, gab Hartweg im Februar 2020 sein Debüt im IBU-Cup in Martell. Seine beste Platzierung dort war Platz 11 im Verfolgungsrennen. Zurück im Juniorcup, gelangen ihm weitere Erfolge, am Arber im Bayerischen Wald kamen ein weiterer Sieg und zwei zweite Plätze dazu. Diese überaus erfolgreiche Saison, deren Gesamtwertung er am Ende gewinnen konnte, krönte Hartweg mit dem Gewinn der Bronzemedaille im Sprint den Junioreneuropameisterschaften 2020.

### Weltcup und erste Olympiateilnahme
Zu Beginn der Saison 2020/21 startete Hartweg erstmals im Weltcup. Das saisoneröffnende Einzel von Kontiolahti schloss er auf Rang 54 ab, die Staffeln in Kontiolahti und Hochfilzen führte er als Schlussläufer jeweils auf den neunten Rang. Vor dem Jahreswechsel lief er am Arber noch drei IBU-Cup-Rennen, mit einem neunten Platz im Sprint gelang ihm dort eine persönliche Bestleistung. Das erste internationale Grossereignis auf Seniorenebene waren die Weltmeisterschaften 2021. In Sprint und Verfolgung erreichte der Schweizer die Platzierungen 50 und 48, mit der Staffel sprang Rang 11 heraus. Nach einer weiteren Teilnahme bei den Juniorenweltmeisterschaften beendete er die Saison im Weltcup, mit Elisa Gasparin gelang ihm in der Single-Mixed-Staffel von Nové Město na Moravě ein siebter Rang. Auch in der Folgesaison gehörte Hartweg zum Weltcupaufgebot. Nach schleppendem Start in den Wettkämpfen vor dem Jahreswechsel holte er in Antholz erstmals Weltcuppunkte, als er im Einzel Rang 17 erreichte. Mit diesem Ergebnis qualifizierte er sich auch für seinen ersten Massenstart, den er auf Position 23 abschloss. Neben Joscha Burkhalter, Sebastian Stalder und Benjamin Weger wurde Hartweg auch für die Olympischen Winterspiele in Peking nominiert. Die Einzelbewerbe schloss er auf den Plätzen 56, 37 und 38 ab, mit der Männerstaffel ging es auf Rang 12. Aufgrund positiver Covid-Tests endete Hartwegs Saison direkt nach dem Saisonhöhepunkt, den Winter schloss er auf Position 74 der Weltrangliste ab.

### Weltcuppodeste und bester U-25-Athlet

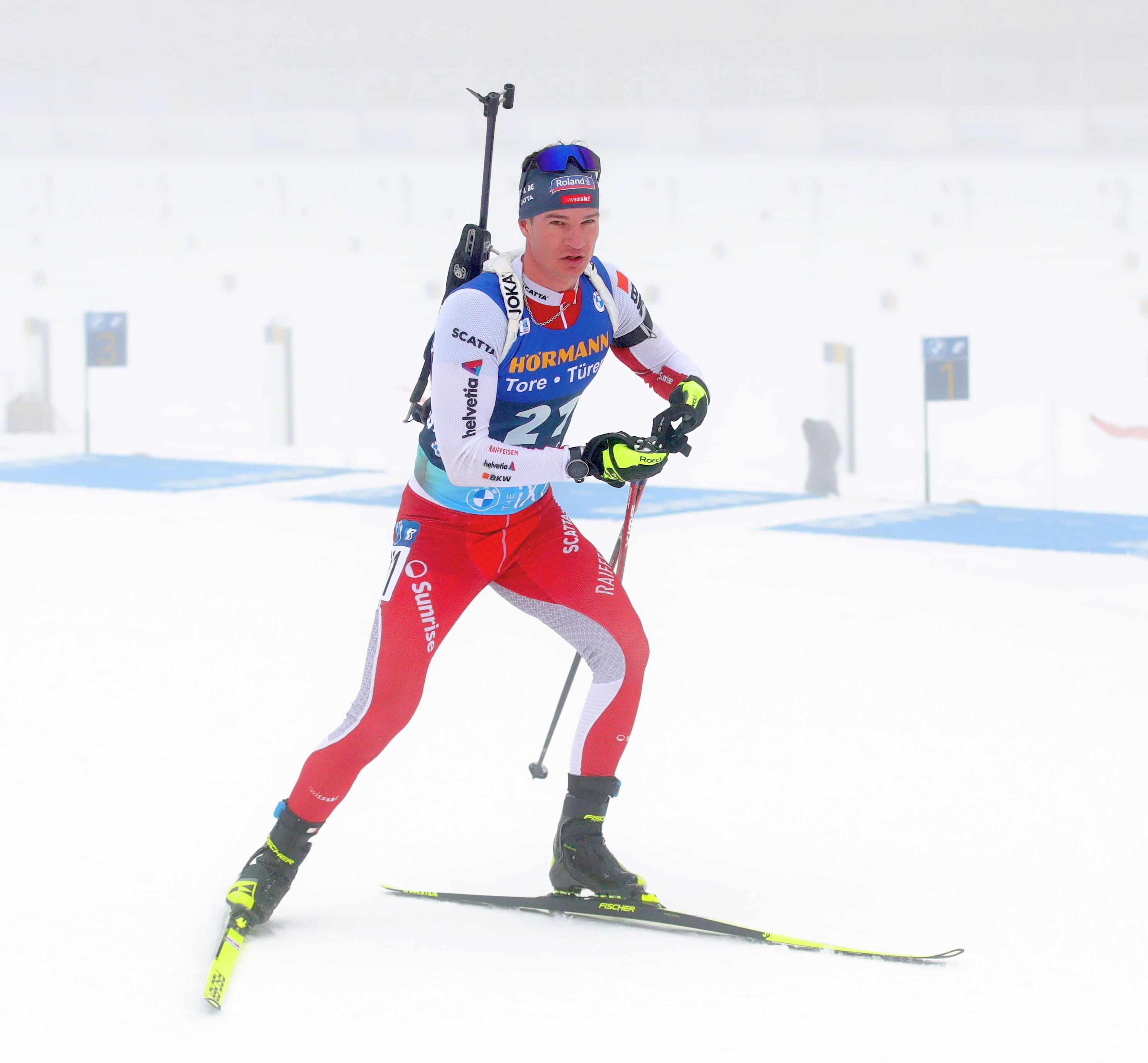
Hartweg im Sprint der WM 2023

Sein erstes Podium bei den Senioren feierte Hartweg Ende August 2022, als er im Sprint der Sommerbiathlon-Weltmeisterschaften Bronze gewann. Mit fehlerfreiem Schiessen und einer guten Laufzeit lief er beim Weltcup von Kontiolahti zu Beginn der Saison 2022/23 überraschend hinter Martin Ponsiluoma auf Rang zwei und damit erstmals unter die besten Zehn sowie sofort auf ein Weltcuppodest. Zudem übernahm er das blaue Trikot für den Weltcupbesten unter 25 Jahren. Im Verfolgungsrennen von Hochfilzen bestätigte er seine Form und lief als Fünfter zum zweiten Mal in die Top 10. Nachdem er Verfolgung und Massenstart in Le Grand-Bornand krankheitsbedingt ausliess, musste Hartweg das blaue Trikot an Filip Fjeld Andersen abgeben. Seinen zweiten Podestplatz realisierte der 22-jährige an der Seite seiner Kindheitsfreundin Amy Baserga im Single-Mixed-Rennen auf der Pokljuka, die Führungsposition in der U-25-Wertung ergatterte er in Antholz von Andersen zurück. Am selben Ort lief Hartweg im Verfolger auf den siebten Rang, auch mit der Staffel ging es auf selbige Position. Bei seinen Heimeuropameisterschaften bestritt der Schwyzer nur die Single-Mixed-Staffel und musste sich mit Amy Baserga nur den Norwegern geschlagen geben. Saisonhöhepunkt waren die Weltmeisterschaften in Oberhof, wo er als Sechster des Einzels die Flower Ceremony erreichte. In Nové Město lief Hartweg erstmals in einem Sprint unter die besten Zehn, im Team mit Amy Baserga musste er sich diesmal nur Norwegen geschlagen geben. Eine schlechte läuferische Form führte in Östersund dazu, dass er das blaue Trikot an Tommaso Giacomel abgeben musste. Beim Saisonfinale hingegen zeigte der 23-jährige starke Leistungen, verbesserte sich im Verfolger vom 32. auf den sechsten Rang und lief im abschliessenden Massenstart hinter Johannes Thingnes Bø zum zweiten Mal in einem Individualrennen auf das Podest, womit er hauchdünn vor Giacomel die U-25-Wertung für sich entschied und sich in der Weltrangliste bis auf den elften Platz verbesserte.
Nachdem die Erwartungen an Hartweg durch die Vorleistungen gestiegen waren, verlief die Saison 2023/24 eher enttäuschend. Über den Winter verteilt holten ihn immer wieder Krankheiten ein, was zu schwächeren Laufleistungen führte, zudem liess vor allem im Liegendanschlag die Schiessquote nach, womit der Schweizer sich bessere Ergebnisse verbaute. Sein bestes Individualergebnis erzielte er trotz eines Schiessfehlers als Achter des Sprints von Ruhpolding, auch beim Heimweltcup in der Lenzerheide resultierten mit den Rängen 11, 12 und 15 gute Platzierungen. In den Single-Mixed-Rennen sprang kein Podestplatz heraus – in Oslo lief er mit Lena Häcki-Groß auf Platz vier, bestes Ergebnis mit der Männerstaffel wurde Rang fünf in Oberhof. Beim Saisonhöhepunkt, den Weltmeisterschaften 2024 in Nové Město na Moravě, bestritt Hartweg alle Wettkämpfe und belegte den elften Rang im Einzel sowie Platz fünf mit der Single-Mixed-Staffel; knapp an einer Medaille vorbei schrammte er mit der Mixedstaffel, die im Ziel mit einer Sekunde Rückstand auf Schweden den vierten Rang belegte. Im Gesamtweltcup klassierte er sich als zweitbester Schweizer auf Position 32.
Im Juni 2024 zog sich Hartweg bei einem Velounfall einen Bänderriss in der Schulter zu und musste sich daraufhin einer Operation unterziehen. Trotz dieser Umstände konnte er sich ausreichend vorbereiten, um im November zum Weltcup-Saisonauftakt wieder starten zu können. Besonders nach dem Jahreswechsel lief er dabei zur Höchstform auf, erreichte in Oberhof in Sprint und Verfolgung Top-10-Plätze und belegte in Ruhpolding Rang vier im Einzel. Mit entsprechenden Erwartungen angereist, entwickelten sich die Heim-Weltmeisterschaften zum Saisonhöhepunkt. Im Einzel belegte der Schweizer den fünften Rang, ein Schiessfehler verhinderte dabei das mögliche Gewinnen einer ersten Schweizer WM-Medaille. In der Single-Mixed-Staffel belegte Hartweg mit Amy Baserga Rang vier, hier fehlten lediglich vier Sekunden auf die Medaillenränge. Im letzten Trimester lief er in Individualrennen noch drei weitere Male unter die besten Zehn. Eine historische Leistung gelang ihm zudem im März 2025 auf der Pokljuka-Hochebene, als er gemeinsam mit Aita Gasparin den Single-Mixed-Wettkampf gewinnen konnte. Dieses Resultat bedeutete den historisch fünften Sieg der Alpenrepublik auf Weltcupebene, den ersten Staffelsieg, sowie den ersten Sieg mit Beteiligung eines männlichen Athleten.

## Persönliches

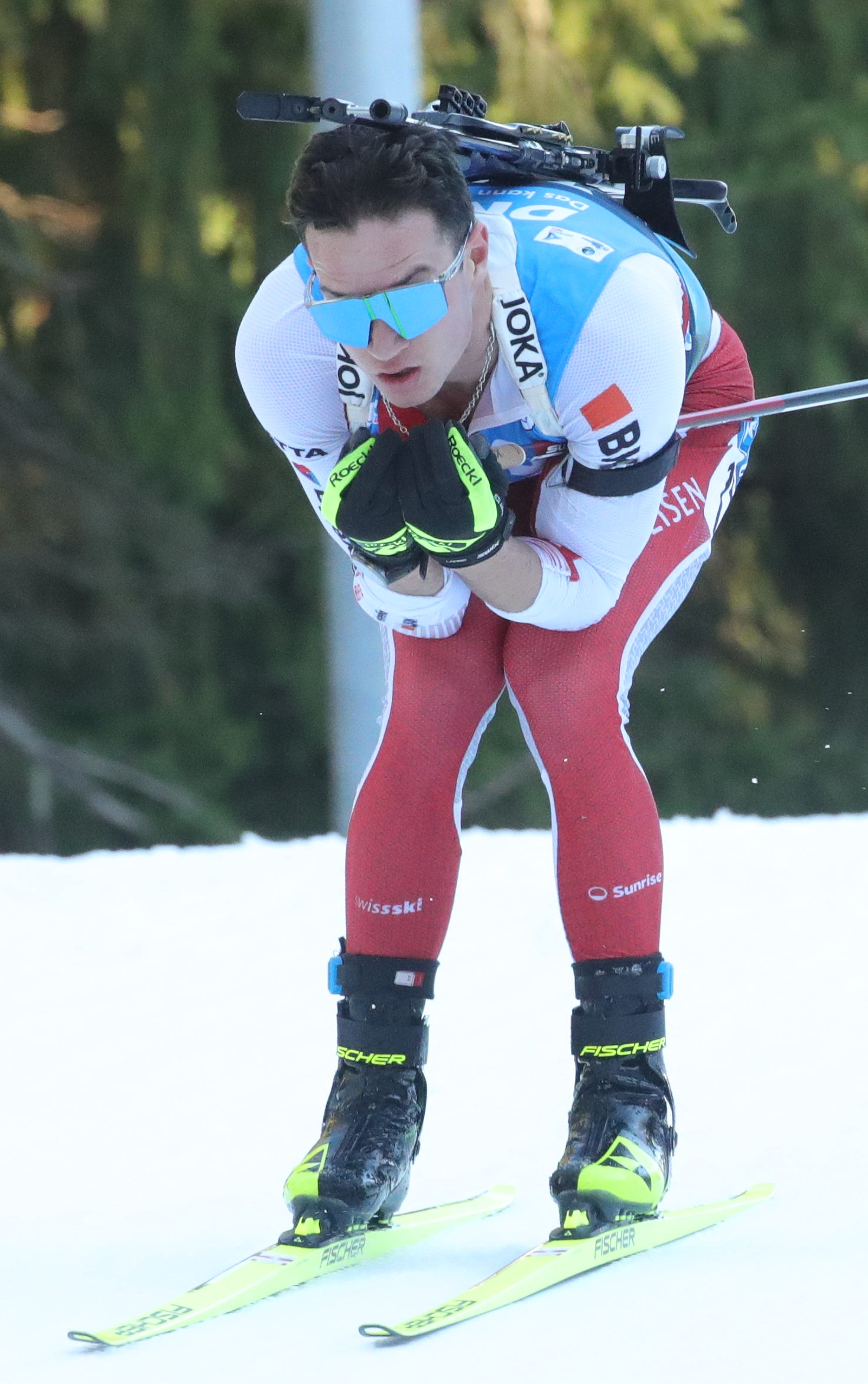
Hartweg bei der WM 2023

Niklas Hartweg stammt aus Wollerau und lebt in der Lenzerheide, wo er auch hauptsächlich trainiert. Sein Vater Michael war Mitbegründer der Leonteq AG und ist zudem Hauptinvestor und Präsident der Biathlon Arena Lenzerheide AG. Geboren wurde Niklas Hartweg in Deutschland, da sein Vater Deutscher ist. Er besitzt beide Staatsbürgerschaften. Mit fünf Jahren zog seine Familie nach London, wo er aufgrund des Schneemangels Schwimmen, Triathlon und Fussball ausübte. 2008 kehrte Hartweg in die Schweiz zurück. Neben dem Biathlonsport ist Hartweg in der Musikbranche tätig, seit 2019 hat er unter dem Künstlernamen Nik Perry bereits mehrere Alben veröffentlicht. Im März 2023 wurde ein 45-minütiger Dokumentarfilm über Niklas Hartweg im SRF ausgestrahlt, bei dem ihn sein Freund Timon Flükiger ein Jahr lang mit der Kamera begleitete und den Alltag, Training und Wettkämpfe des Schweizers in Ton und Bild festhielt. Zweimal war Hartweg zudem beim SRF sportpanorama zu Gast.

## Statistiken

### Weltcupsiege
| Nr. | Datum         | Ort      | Disziplin              |
| --- | ------------- | -------- | ---------------------- |
| 1.  | 16. März 2025 | Pokljuka | Single-Mixed-Staffel 1 |

### Weltcupplatzierungen
Die Tabelle zeigt alle Platzierungen (je nach Austragungsjahr einschliesslich Olympische Spiele und Weltmeisterschaften).
- 1.–3. Platz: Anzahl der Podiumsplatzierungen
- Top 10: Anzahl der Platzierungen unter den ersten zehn (einschliesslich Podium)
- Punkteränge: Anzahl der Platzierungen innerhalb der Punkteränge (einschliesslich Podium und Top 10)
- Starts: Anzahl gelaufener Rennen in der jeweiligen Disziplin
- Staffel: inklusive Mixed- und Single-Mixed-Staffeln

| Platzierung               | Einzel | Sprint | Verfolgung | Massenstart | Staffel | Gesamt |
| ------------------------- | ------ | ------ | ---------- | ----------- | ------- | ------ |
| 1. Platz                  |        |        |            |             | 1       | 1      |
| 2. Platz                  | 1      |        |            | 1           | 1       | 3      |
| 3. Platz                  |        |        |            |             | 1       | 1      |
| Top 10                    | 2      | 5      | 7          | 3           | 21      | 38     |
| Punkteränge               | 7      | 16     | 14         | 8           | 28      | 73     |
| Starts                    | 11     | 29     | 16         | 8           | 28      | 92     |
| Stand: Saisonende 2024/25 |        |        |            |             |         |        |

### Weltcupwertungen
Ergebnisse bei Weltcups (Disziplinen- und Gesamtweltcup) gemäß Punktesystem.
| Saison  | Einzel | Einzel | Sprint | Sprint | Verfolgung | Verfolgung | Massenstart | Massenstart | Gesamt | Gesamt |
| Saison  | Platz  | Punkte | Platz  | Punkte | Platz      | Punkte     | Platz       | Punkte      | Platz  | Punkte |
| ------- | ------ | ------ | ------ | ------ | ---------- | ---------- | ----------- | ----------- | ------ | ------ |
| 2021/22 | 30.    | 24     | –      | –      | –          | –          | 40.         | 16          | 74.    | 40     |
| 2022/23 | 6.     | 120    | 14.    | 168    | 11.        | 205        | 8.          | 115         | 11.    | 608    |
| 2023/24 | –      | –      | 24.    | 108    | 30.        | 72         | 32.         | 26          | 32.    | 206    |
| 2024/25 | 9.     | 90     | 18.    | 149    | 17.        | 123        | 23.         | 74          | 18.    | 436    |

### Olympische Winterspiele
Ergebnisse bei Olympischen Winterspielen:
|                                        | Einzelwettbewerbe | Einzelwettbewerbe | Einzelwettbewerbe | Einzelwettbewerbe | Staffelwettbewerbe | Staffelwettbewerbe |
| Einzel                                 | Sprint            | Verfolgung        | Massenstart       | Herrenstaffel     | Mixedstaffel       |                    |
| -------------------------------------- | ----------------- | ----------------- | ----------------- | ----------------- | ------------------ | ------------------ |
| Olympische Winterspiele 2022 \| Peking | 56.               | 37.               | 38.               | –                 | 12.                | –                  |

### Biathlon-Weltmeisterschaften
Ergebnisse bei den Weltmeisterschaften:
| Weltmeisterschaften | Weltmeisterschaften | Einzelwettbewerbe | Einzelwettbewerbe | Einzelwettbewerbe | Einzelwettbewerbe | Staffelwettbewerbe | Staffelwettbewerbe | Staffelwettbewerbe |
| Jahr                | Ort                 | Einzel            | Sprint            | Verfolgung        | Massenstart       | Herrenstaffel      | Mixedstaffel       | S.-M.-Staffel      |
| ------------------- | ------------------- | ----------------- | ----------------- | ----------------- | ----------------- | ------------------ | ------------------ | ------------------ |
| 2021                | Pokljuka            | –                 | 50.               | 48.               | –                 | 11.                | –                  | –                  |
| 2023                | Oberhof             | 6.                | 25.               | 17.               | – (DNS)           | 6.                 | 7.                 | 12.                |
| 2024                | Nové Město          | 11.               | 22.               | 22.               | 22.               | 14.                | 4.                 | 5.                 |
| 2025                | Lenzerheide         | 5.                | 19.               | 18.               | 17.               | 7.                 | 6.                 | 4.                 |

### Jugend-/Juniorenweltmeisterschaften

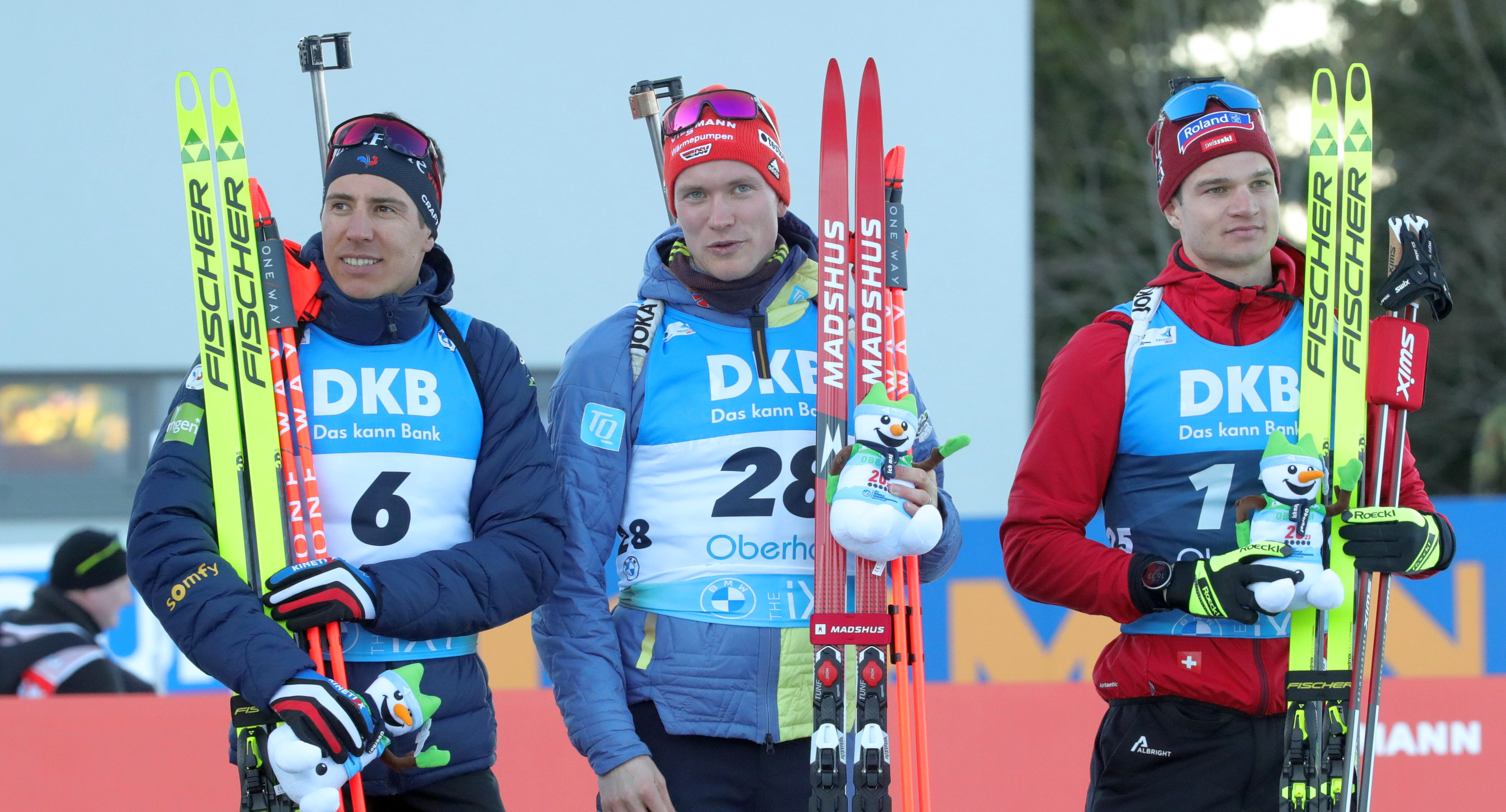
Hartweg neben Quentin Fillon Maillet und Benedikt Doll bei der Siegerehrung im Einzel

Hartweg nahm bis 2019 an den Jugend-, ab 2020 an den Juniorenwettkämpfen teil.
| Weltmeisterschaften | Weltmeisterschaften | Einzelwettbewerbe | Einzelwettbewerbe | Einzelwettbewerbe | Herrenstaffel |
| Jahr                | Ort                 | Einzel            | Sprint            | Verfolgung        | Herrenstaffel |
| ------------------- | ------------------- | ----------------- | ----------------- | ----------------- | ------------- |
| 2017                | Osrblie             | 23.               | 12.               | 16.               | 5.            |
| 2018                | Otepää              | DNS               | 6.                | 13.               | –             |
| 2019                | Osrblie             | 1.                | 20.               | 6.                | 9.            |
| 2020                | Lenzerheide         | 15.               | 9.                | 7.                | 5.            |
| 2021                | Obertilliach        | 16.               | 11.               | 4.                | 6.            |

### Junior-Cup-Siege
| Nr. | Datum         | Ort      | Disziplin              |
| --- | ------------- | -------- | ---------------------- |
| 1.  | 12. Dez. 2019 | Pokljuka | Einzel                 |
| 2.  | 15. Dez. 2019 | Pokljuka | Mixedstaffel 1         |
| 3.  | 18. Dez. 2019 | Martell  | Single-Mixed-Staffel 2 |
| 4.  | 20. Dez. 2019 | Martell  | Sprint                 |
| 5.  | 7. März 2020  | Arber    | Sprint                 |